# Chushiro Hayashi

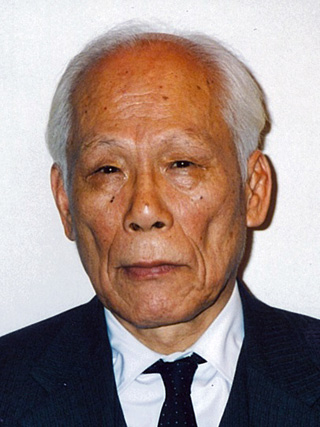
Hayashi

Chushiro Hayashi (林忠四郎, Hayashi Chūshiro) (Kyoto, 25 juli 1920 – aldaar, 28 februari 2010) was een Japans astrofysicus. De Hayashi-sporen op het Hertzsprung-Russelldiagram zijn naar hem vernoemd.

## Biografie
Hayashi werd geboren in Kyoto en schreef zich in 1940 in aan de Keizerlijke Universiteit van Tokio, waar hij in 1942 na 2,5 jaar zijn Bachelor of Science in natuurkunde behaalde. Hij werd ingelijfd bij de marine en sloot zich na het einde van de oorlog aan bij de groep van Hideki Yukawa aan de Universiteit van Kyoto. In 1957 werd hij benoemd tot professor aan deze universiteit.
Hij publiceerde over de Oerknal-nucleosynthese, voortbouwend op het klassieke Alpher–Bethe–Gamow-artikel. Waarschijnlijk zijn beroemdste werk zijn de astrofysische berekeningen die leidden tot de Hayashi-sporen van stervorming, en de Hayashi-limiet die een grens stelt aan de straal van sterren. Hij was ook betrokken bij de vroege studie naar bruine dwergen, enkele van de kleinste sterren.
Hij ging in 1984 met pensioen en stierf op 28 februari 2010 in een ziekenhuis in Kyoto aan een longontsteking.

## Erkenning
- 1965 Asahi-prijs
- 1970 Eddington Medal
- 1971 Keizerlijke prijs van de Japan Academie
- 1994 Orde van de Heilige Schatten, Eerste klasse
- 1995 Kyoto-prijs
- 2004 Bruce Medal
- 2007 planetoïde (12141) Chushayashi werd naar hem vernoemd